# Gernot Brühler
Gernot Brühler (* 26. März 1953 in Aidhausen) ist ein deutscher Jurist und ehemaliger Richter am Bundesarbeitsgericht.

## Leben
Brühler studierte Rechtswissenschaften an der Universität Augsburg und war an dieser Hochschule als akademischer Rat auf Zeit tätig. 1982 wurde er dort promoviert. Brühler trat in den Dienst des Freistaats Bayern ein und wurde zum Bayerischen Staatsministerium für Arbeit und Sozialordnung sowie zum Landesarbeitsgericht Nürnberg abgeordnet. Im April 1999 folgte seine Ernennung zum Direktor des Arbeitsgerichts Weiden in der Oberpfalz.
Gernot Brühler gehörte nach seiner Berufung zum Richter am Bundesarbeitsgericht im November 2001 dem unter anderem für die Auslegung von Tarifverträgen und Dienstordnungen des öffentlichen Dienstes zuständigen Sechsten Senat an. Ab 2005 war er Mitglied des Zehnten Senats, der sich mit Gratifikationen, Aktienoptionen, Sondervergütungen und ähnlichen Zulagen befasst. Ab Ende 2009 war er erneut im Sechsten Senat tätig, zuletzt als dessen stellvertretender Vorsitzender.
Im Januar 2012 wurde Gernot Brühler zum Vorsitzenden Richter am Bundesarbeitsgericht ernannt. Er wurde Vorsitzender des Neunten Senats, der vor allem für Urlaubsrecht, Altersteilzeit und Teilzeitbeschäftigung zuständig ist. Ende Oktober 2018 trat er in den Ruhestand.
Seit 2008 ist Brühler Geschäftsführer des Deutschen Arbeitsgerichtsverbandes e.V.